# Moj dom je Hrvatska
Moj dom je Hrvatska je dvanajsti studijski album zagrebške rock skupine Prljavo kazalište, ki je leta 2005 izšel pri založbi Dallas Records. Največja hita z albuma sta »Moj dom je Hrvatska« i »Šteta što je...«. Naslovna skladba albuma je bila predvajana v oglasu za Svetovno prvenstvo v nogometu 2006.

## Seznam skladb
Vse skladbe so delo skupine.
| Št. | Naslov                              | Dolžina |
| --- | ----------------------------------- | ------- |
| 1.  | „Moj dom je Hrvatska‟               | 4:43    |
| 2.  | „Kuda bi za vikend‟                 | 4:29    |
| 3.  | „Tamo imam prijatelje‟              | 4:44    |
| 4.  | „Šteta što je...‟                   | 4:11    |
| 5.  | „Kao‟                               | 4:51    |
| 6.  | „Previše je previše‟                | 4:16    |
| 7.  | „Cobra Tref‟                        | 5:13    |
| 8.  | „Sava mirno teče‟                   | 4:27    |
| 9.  | „Ima jedan zakon‟                   | 2:53    |
| 10. | „Sestro slatka sestro‟              | 3:59    |
| 11. | „Kao što kaže Marija Jurić Zagorka‟ | 5:14    |
| 12. | „Ne bih te zatajio‟                 | 3:34    |

## Zasedba

### Prljavo kazalište
- Jasenko Houra – kitara
- Tihomir Fileš – bobni
- Ninoslav Hrastek – bas kitara
- Zlatko Bebek – solo kitara
- Mladen Bodalec – vokal
- Jurica Leikauff – klaviature

### Gostje
- Dubravko Vorih – bas kitara
- Marko Vojvodić – kitara
- Neven Mijač – orglice
- Marko Križan – saksofon
- Davor Rodik – steel kitara